# SN 2011ii
SN 2011ii – supernowa typu Ib odkryta 15 listopada 2011 roku w galaktyce E310-G06. W momencie odkrycia miała maksymalną jasność 17,60m.